# (10894) Nakai
(10894) Nakai (1997 SE30) – planetoida z pasa głównego asteroid okrążająca Słońce w ciągu 5,38 lat w średniej odległości 3,07 j.a. Odkryta 30 września 1997 roku.